# ملعب الغدير الأهواز
ملعب غدير أهواز (بالفارسية: ورزشگاه غدیر اهواز) هو الملعب الجديد متعدد الإستخدامات في مدينة الأهواز جنوب إيران وسعته 50,000 شخصا. تم إنشائه ليستضيف مباريات نادي فولاد خوزستان في دوري المحترفين الإيراني.

## تلاؤمه مع البيئة
- نسبة منخفضة من غازات الاحتباس الحراري
- لا تلوث للهواء
- لا خطر للحريق
- مزود بشبكة حرارية
- احتواء مخلفات
- الاستغلال المكثف للطاقة شمسية من خلال أدوات تعقب الطاقة الشمسية
- لا إنتاج للانبعاثات الكيميائية أو الصوتية
- إعادة استخدام المياه المطرية
- تخفيض 50٪ على الأقل من المياه اللازمة للري

## مباراة الافتتاح
تم افتتاح ملعب غدير خلال مباراة فريق إيران الوطني لكرة القدم للناشئين (تحت 20 عامًا) مقابل نادي فولاد خوزستان وانتهت المباراة بفوز الفريق الوطني بأربعة أهداف مقابل اثنين.